# Jakub z Sarug
Jakub z Sarug (ur. 451, zm. 29 listopada 521) – pisarz syryjski. W latach 466–477 studiował w Edessie, od 518 sprawował funkcję biskupa w Sarug w Mezopotamii. Tłumaczył pisma Diodora z Tarsu i Teodora z Mopsuestii na język syryjski.
Uchodzi za najwybitniejszego pisarza syryjskiego. Spośród jego pism zachowały się 43 listy oraz około 750 homilii, zarówno o tematyce biblijnej, jak i moralnej i hagiograficznej.
Został uznany świętym przez Syryjski Kościół Ortodoksyjny, maronitów i Ormian.